# دان مكلينتوك
دان مكلينتوك (بالإنجليزية: Dan McClintock)‏ مواليد 19 أبريل 1977 في فوونتين فالي، هو لاعب كرة سلة أمريكي. بدأ مسيرته الاحترافية في سنة 2000. تم اختياره من قبل فريق دنفر ناغتس خلال الدرافت. يبلغ طوله 7 قدم 0 بوصة (2.1 م).

## المسيرة الاحترافية
لعب مع دنفر ناغتس في سنة 2001، ثم لعب مع فورتيتودو بولونيا في الدوري الإيطالي في سنة 2001، ثم لعب مع نادي فينتسبيلس لكرة السلة في موسم 2003–2004، ثم لعب مع نانسي باسكت في الدوري الفرنسي من سنة 2004 إلى 2007، ثم لعب مع إي دبليو إي باسكتس أولدنبورغ في الدوري الألماني في موسم 2007–2008، ثم لعب مع بي سي إم جرافيلين في الدوري الفرنسي في موسم 2008–2009.

## روابط خارجية
- دان مكلينتوك على موقع الدوري الأوروبي لكرة السلة (الإنجليزية)
- دان مكلينتوك على موقع إن بي أي (الإنجليزية)
- دان مكلينتوك على موقع سبورتس رفرنس (الإنجليزية)
- دان مكلينتوك على موقع كرة السلة الأوروبية.كوم (الإنجليزية)
- دان مكلينتوك على موقع كلية كرة السلة في سبورتس رفرنس.كوم (الإنجليزية)
- دان مكلينتوك على موقع ريلجم (الإنجليزية)
- دان مكلينتوك على موقع بروبوليرز (الإنجليزية)
- دان مكلينتوك على موقع سبورتس رفرنس (الإنجليزية)